# Михаил Сапунаров
Михаил Стефанов Сапунаров е български офицер (генерал-майор), началник 3-та пехотна балканска дивизия в периода 1918 – 1919 г.

## Биография
Михаил Сапунаров роден на 24 юли 1867 г. в Сливен в семейството на Стефан Сапунджииваноолу и Хаджи Марийка. Баща му произвежда сапун, откъдето идва и фамилията му. През 1885 г. Михаил Сапунаров завършва местната гимназия в Сливен. През 1887 г. завършва военното училище в София, като на 27 април е произведен в чин подпоручик. Зачислен е в 8-и пехотен приморски полк, а по-късно е и ротен командир на същия. На 18 май 1890 е произведен в чин поручик. От 1895 до 1900 г. е във 2-ри пехотен сливенски полк. От 1900 г. е адютант в Щаба на трета пехотна балканска дивизия. След това служи в 20-и пехотен добруджански полк и 11-и пехотен сливенски полк. През 1904 г. е изпратен да учи във Френската генералщабна академия, която завършва с отличие. След завръщането си е назначен за командир на дружина в първи пехотен софийски полк. От 1909 г. е командир на рота във Военното училище. На следващата година прекъсва службата си и заедно с майор Петър Мидилев заминават за Одрин като продавачи на боза, за да проучат укрепленията при Одрин и да направят техни скици, които впоследствие са използвани в Балканската война. При завръщането си е назначен за командир на седми пехотен преславски полк. През Балканската война е командир на дружина в 48-и пехотен полк в Балканската война, с който се сражава при Люлебургас и Чаталджа. След Чаталджа е назначен за командир на 16-и пехотен ловчански полк. През 1913 г. е командир на 63-ти пехотен полк в Междусъюзническата война. Воюва със сърбите при Черни връх и връх Тумба. Осуетява опит за пробив на сърбите към Трън. От 1913 до 1914 г. е комендант на София.

### Първа световна война (1915 – 1918)
През Първата световна война (1915 – 1918), в периода от септември 1915 до май 1917 е началник на Полската канцелария при Щаба на действащата армия, след което до октомври 1918 е началник на Планинската пехотна дивизия. През 1918 г. е произведен в чин генерал-майор. От ноември до декември 1918 г. е командващ войските в Добруджа (трета българска армия). След това до 1919 г. е командир на трета пехотна балканска дивизия.
През 1919 г. излиза в запаса. През 1934 г. му е предложено да стане директор на полицията, но не е назначен, а през 1942 г. му е предложено да се кандидатира за депутат в Сливен от правителството, но отказва. По време на военната си кариера е началник на 3-о полково военно окръжие.
Умира на 3 ноември 1959 г. в София при трамвайна злополука.

## Военни звания
- Подпоручик (27 април 1887)
- Поручик (18 май 1890)
- Капитан (1 август 1894)
- Майор (1 януари 1906)
- Подполковник (1 януари 1911)
- Полковник (1 януари 1916)
- Генерал-майор (1 януари 1918)

## Награди
- Военен орден „За храброст“ III степен, 2 клас
- Царски орден „Св. Александър“ IV степен с мечове по средата, V степен с мечове отгоре
- Народен орден „За военна заслуга“ III степен на военна лента, V клас на обикновена лента
- Орден „За заслуга“ на обикновена лента.